# Plaza del Algezar
La plaza del Algezar es un espacio público de la ciudad española de Sagunto.

## Descripción
La plaza tiene entrada por las calles de Teruel, de Na-Marcena, del Buen Suceso y del General Martínez Campo. Aparece descrita en el Nomenclator de las calles, plazas y puertas antiguas y modernas de la ciudad de Sagunto (1901) de Antonio Chabret y Fraga con las siguientes palabras:

Algezar (plaza del). Desembocan en ella las calles de Teruel, Na-Marcena y Buen suceso. Dió nombre á esta plazuela el molino de yeso llamado de la Villa que existió hasta la mitad de esta centuria en el ángulo N. O. del Hospital, junto á la torre romana que tiene adosado este edificio. En 1850 se construyó sobre el espacio que ocupaba este molino una bodega y en la superior una sala del Hospital. En la pasada centuria esta plazuela estaba fuera de los muros y formaba parte de la inmediata calle del albelló, ahora de Na-Marcena. Junto al algezar se abría el Hospital de peregrinos, ó de pobres transeuntes que recibían albergue en un departamento bastante capaz, con cocina y camaranchones, al cuidado de un vigilante que velaba por el buen orden y aseo del benéfico asilo; pero hace unos cuantos años se cerró este Hospital so pretexto de los escándalos que promovían los pobres transeuntes durante la noche, en un lugar que ahora está muy habitado. Sin embargo, no por esto se ha cuidado el Municipio de buscar albergue decoroso á estos infelices y en punto que no incomode á los vecinos, que por derecho de fundación muy antigua, tiene la ciudad una lámina de la Deuda que responde á las atenciones más perentorias del Hospital. Faltando á los más primordiales deberes de caridad, hoy han quedado los pobres transeuntes sin albergue, y los que pernoctan en esta localidad, se cobijan debajo de los ruinosos arcos de un puente en el río, en donde casi á la intemperie y expuestos á los más serios peligros, pasan miserablemente la noche.
(Chabret y Fraga, 1901, pp. 20-21)